# カッシーリオ
カッシーリオ（伊: Cassiglio ( 音声ファイル)）は、イタリア共和国ロンバルディア州ベルガモ県にある、人口約100人の基礎自治体（コムーネ）。

## 地理

### 位置・広がり
ベルガモ県北西部、ヴァル・ブレンバーナのコムーネ。県都ベルガモから北へ30km、州都ミラノから北北東へ65kmの距離にある。

#### 隣接コムーネ
隣接するコムーネは以下の通り。
- カメラータ・コルネッロ
- クージオ
- オルモ・アル・ブレンボ
- オルニーカ
- ピアッツァ・ブレンバーナ
- サンタ・ブリージダ
- タレッジョ
- ヴァルトルタ
- ヴェデゼータ

### 地震分類
イタリアの地震リスク階級 (it) では、3 に分類される
。

## 行政

### 山岳部共同体
広域行政組織である山岳部共同体「ヴァッレ・ブレンバーナ山岳部共同体」  (it:Comunità montana della Valle Brembana)  （事務所所在地：ピアッツァ・ブレンバーナ）を構成するコムーネである。